# Sedmi križarski rat
Sedmi križarski rat je naziv za vojni sukob vođen u razdoblju od 1248. do 1254. godine kojeg je predvodio francuski kralj Luj IX. U ratu je nakon bitke kod Fariskura zarobljen kralj Luj IX. čime je pohod završen. Luj je kasnije izbavljen plaćanjem velikog otkupa te su križari morali prepustiti Dumyat i napustiti Egipat.

## Uvod
Car Svetog Rimskog Carstva Fridrik II., sklapa sporazum s al-Kamilom, 29. veljače 1229., kojim je dobio Jeruzalem bez borbe. Kasnije mu je to donijelo velike neprilike te je u muslimanskom svijetu nazivan izdajnikom islama. Usprkos svemu al-Kamil nije želio narušavati prijateljstvo s Fridrikom II. tako da je Jeruzalem ipak ostao u kršćanskim rukama za vrijeme njegove vladavine. Nakon Kamilove smrti, 1238. godine, nasljeđuje ga kratko vlada al-Adil II., koji umire nakon dvije godine. Njega nasljeduje As-Salih. Dana 17. listopada 1244. muslimani nanose križarima poraz kod Forbie nakon čega muslimani ponovno neometano ulaze u Jeruzalem.
Sedmi križarski pohod proglašen je na saboru u Lyonu, 1245. godine. Sabor je bio sazvan kako bi papa Inocent IV. ponovno ekskomunicirao cara Fridrika II. Henrik III., kralj Engleske nije se odazvao pozivu jer je vodio borbe sa Simonom Montfortskim te je imao drugih problema u Engleskoj. Bela IV. nije sudjelovao u ratu jer je bio preokupiran ponovnom izgradnjom Mađarskog kraljevstva nakon mongolskih navala. Jedini čovjek koji je bio zainteresiran za križarski rat, je dakle bio Luj IX., koji je izrazio namjeru da ode na Istok 1245. godine.

## Borbe
Kraljevina Francuska je u to vrijeme bila možda jedna od najjačih država u Europi. Luju IX. su se u pohodu pridružili i Alfonz, grof Poitiersa te Karlo I. Anžuvinac. U naredne tri godine Luj je još prikupio i crkvenu desetinu, a 1248. on i njegova vojska od otrpilike 15.000 vojnika (3.000 vitezova i 5.000 samostreličara) plovili su na 36 brodova iz luke Aigues-Mortes.
Flota je krenula iz luke 28. kolovoza 1248. godine. Na Cipar stižu 18. rujna i na njemu provode zimu. U svibnju 1249. godine križari kreću s Cipra prema Damiettu. Dana 6. lipnja Damietta je osvojena s malim otporom od Egipćana, koji su se povukli dalje do Nila. Vijest o brzom padu grada proširila se muslimanskim svijetom te unijela nemire i veliki strah kod muslimana. Egipatski sultan, ponudio je križarima Jeruzalem bez borbe uz uvjet da napuste Egipat. Ipak Luj ostaje vjeran svojim uvjerenjima o ne-pregovaranju s muslimanima te odbija tu ponudu.
Dne 20. studenog križari nastavljaju s prodorom te mjesec dana putuju prema Mansuru. Dana 23. studenoga umire sultan As-Salih Ajub, nakon čega vlast preuzima njegova žena Shajar al-Durr. Sam grad Mansura (Al-Mansūra) se nalazi na ušću rijeka Nil i Tanis. Muslimanske snage su čekale na drugoj strani obale što je predstavljalo problem križarskoj vojsci kako prijeći rijeku. U početku se Luj ukopao u rovove i počeo s gradnjom mostova. Međutim, muslimani su svoju stranu obale stalno potkopavali. 8. veljače 1250. godine Luj IX. poduzima jači napad. Križarska vojska prelazi preko plićaka te napadaju iz grupacije koju je predvodio Robert I. uz potporu Templara.
U početku Muslimani u panici napuštaju vojni logor. Kada je Ajbak shvatio da su križari malobrojni kreće u protunapad sa svojom vojskom. Ajbak je tada opkolio križarsku vojsku gdje je poginula većina, a i sam Robert. Potom Ajbak napada glavninu vojske, ali je kralj Luj izdržao napade, nakon čega se Ajbak povlači i utvrđuje u Mansuru. Dana 11. veljače 1250. izvršava direktan napad na križare koji su ga ponovno odbili. U vojnom logoru je nekoliko leševa upalo u vodu te ju zatrovalo. To je izazvalo opću zarazu logoru pa se Luj IX. u travnju 1250. godine povlači. Prilikom povlačenja se razbolio te pada u zarobljeništvo.
Prema mirovnom sporazumu Luj IX. je morao platiti muslimanima danak od 800.000 bezanta. Nakon isplate Luj isplovljava u Akru. Naredne dvije godine Luj utvrđuje mnoge križarske gradove i s Egiptom sklapa primirje na 15 godina. Dana 15. travnja 1254. godine Luj se u Akri ukrcava na brod za Francusku. Kasnije će Luj IX. organizirati i Osmi križarski rat u kojem će i poginuti.

## Književnost
Neuspjeh sedmog križarskog rata izazvao je nekoliko pjesničkih odgovora Okcitanskih trubadura. Austorc d'Aorlhac, koji je skladao ubrzo nakon križarskog rata, bio je iznenađen kako je Bog dopustio da Luj IX. bude poraženi, ali nije i iznenađen kako su se neki kršćani konvertirali u islamu.
U nešto kasnijoj pjesmi, "D'un sirventes m'es Gran voluntatz preza", Bernart de Rovenac napada i Jakova I. Aragonskog i Henrika III. od Engleske zbog zanemarivanja obrane "svojeg lena" koje je kralj koji je osvojio Siriju posjedovao. "Kralj koji je osvojio Siriju" je ruglom referenca na Luja IX., koji je još uvijek bio u Siriji (1254.), kada je Bernart pisao, vjerojatno u nadi da će engleski i argonski vladari iskoristiti odsutnost francuskog monarha. Bertran d'Alamanon je kritizirao Karla I. Anžuvinca zbog slabe uključenosti Provanse u križarskom pohodu.

## Poveznice
- Šesti križarski rat
- Vitezovi Templari
- Luj IX.

## Vanjske poveznice
- (engl.) Povijest Sedmog križarskog rata  Arhivirana inačica izvorne stranice od 11. srpnja 2011. (Wayback Machine)
- (engl.) Pismo Luja IX. Al-Salih Ajubu  Arhivirana inačica izvorne stranice od 11. srpnja 2011. (Wayback Machine), sa str. "History Avenue"